# Teatro Glória Giglio
Teatro Glória Giglio também chamado de Teatro "Municipal" Glória Giglio (Teatro Municipal de Osasco, até abril de 2014) é um teatro inaugurado no dia 7 de setembro de 1996 durante o governo do prefeito Celso Giglio. Desde a sua inauguração recebeu mais de um milhão de espectadores. Recebe por ano cerca de 100 mil pessoas.

## História

### Inauguração—presente
A primeira peça apresentada no local foi Dom Quixote, no dia da inauguração. A construção tem uma área de 1.575,74 m² e está em um terreno com 8.973,23 m². Em abril de 2014, época do mandato do prefeito Jorge Lapas, o nome da construção foi alterado em homenagem a ex-primeira dama de Osasco, Glória Giglio, que tinha falecido no ano anteriror em um acidente de carro.

### Espaço
O ambiente apresenta espetáculos variados, atendendo ao público adulto, jovem e infantil, além de outros direcionados ao aprendizado de alunos dos níveis fundamental e médio de instituições do município e região, no programa conhecido como Projeto Escola.
Além de peças teatrais, tem espaço para academias de dança, escolas de música, festivais e mostras. Anualmente, a Escola de Artes César Salvi utiliza o espaço para apresentação de espetáculos de conclusão do Curso Artes Cênicas. Além das apresentações, o teatro conta, em seu hall de entrada, com exposições de artes plásticas.

### Reforma
Em fevereiro de 2016 foi terminada a reforma no local feita pela Secretaria de Serviços e Obras. O teatro ficou fechado por quase um ano. O custo de mais de 6 milhões de reais foi pago com um convênio feito com a Caixa Econômica Federal, fechado em outubro de 2015. Foram instaladas 460 novas poltronas, incluindo as destinadas as pessoas obesas, que é determinada pela ABNT (Associação Brasileira de Normas Técnicas) e novos sistemas de iluminação cênica e sonorização. Também foram criadas rampas de acesso para cadeirantes e o sistema de ar condicionado foi expandido para todo o local.
Para a reabertura, o Ministério da Cultura programou a apresentação de um concerto da Orquestra Sinfônica do Conservatório Villa-Lobos de Osasco, dentre outras atrações.